# Вулиця Тараса Шевченка (Фастів)
Шевченко Тарас Григорович
Шевченко Тарас Григорович
Вулиця Тараса Шевченка — вулиця у центральній частині Фастова. Бере початок від роз'їзду з вулицею Соборною на площі Перемоги, а закінчується тупиком. Вулиця Шевченка також перетинається з вулицями Брандта та Героїв Прикордонників.

## Будівлі
- № 2 — Фастівський міськрайонний відділ державної реєстрації актів цивільного стану Головного територіального управління юстиції у Київській області
- № 24 — магазин господарчих товарів «Садиба»
- № 24 — магазин господарчих товарів «Кульбаба»
- № 27 — Спортивний комплекс «Машинобудівник» ім. Віталія Качановського
- № 30 — залізнична станція Фастів I
- № 51 — НВК «Ліцей інформаційних технологій — Спеціалізована ЗОШ І-ІІІ ступенів № 9»

## Галерея

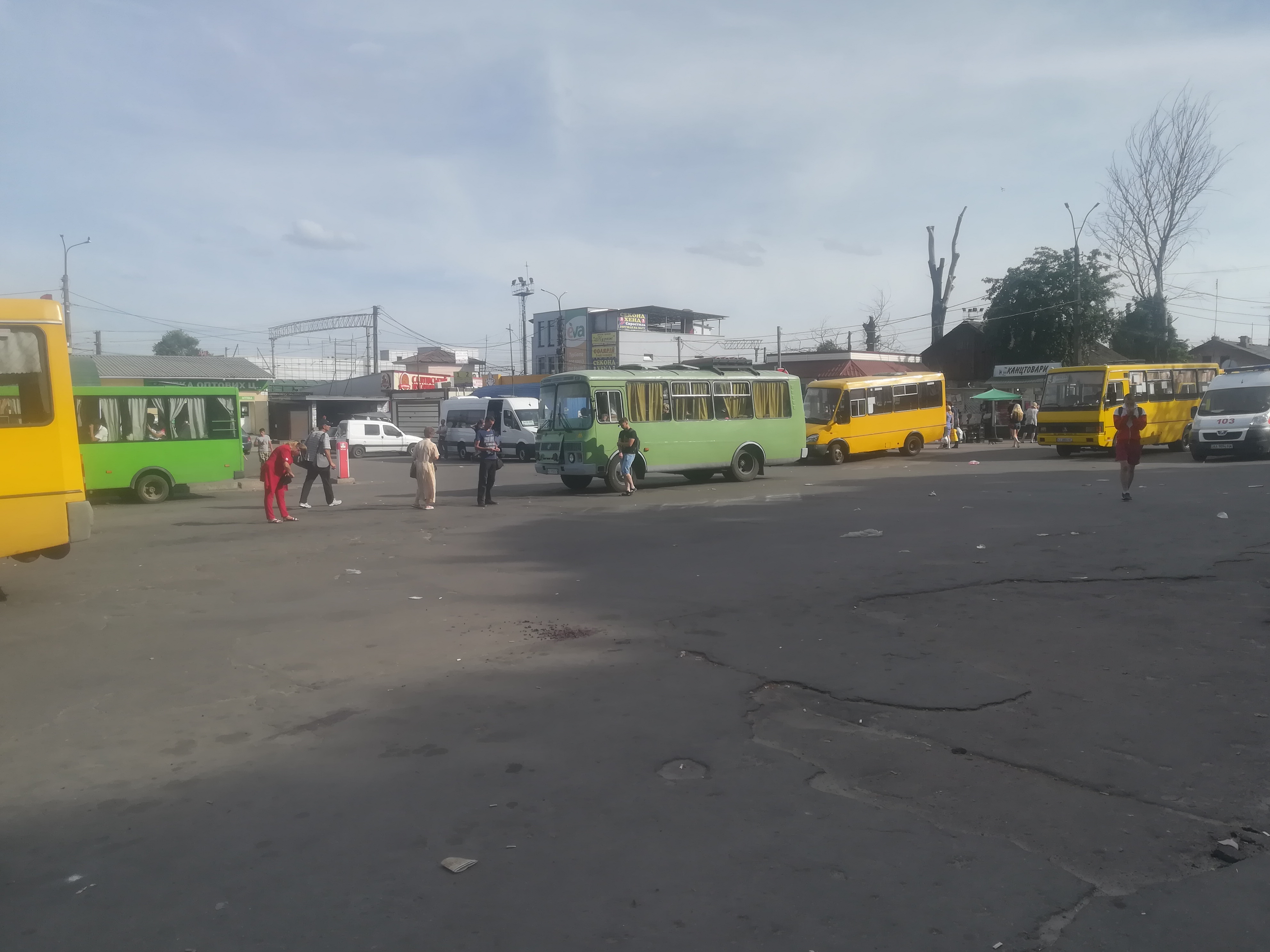
Кінцева зупинка автобусів на Привокзальній площі
Погруддя Тарасу Шевченку на перехресті з вулицею Брандта
Погруддя Тарасу Шевченку на території ЗОШ №9
Спортивний комплекс «Машинобудівник» ім. Віталія Качановського
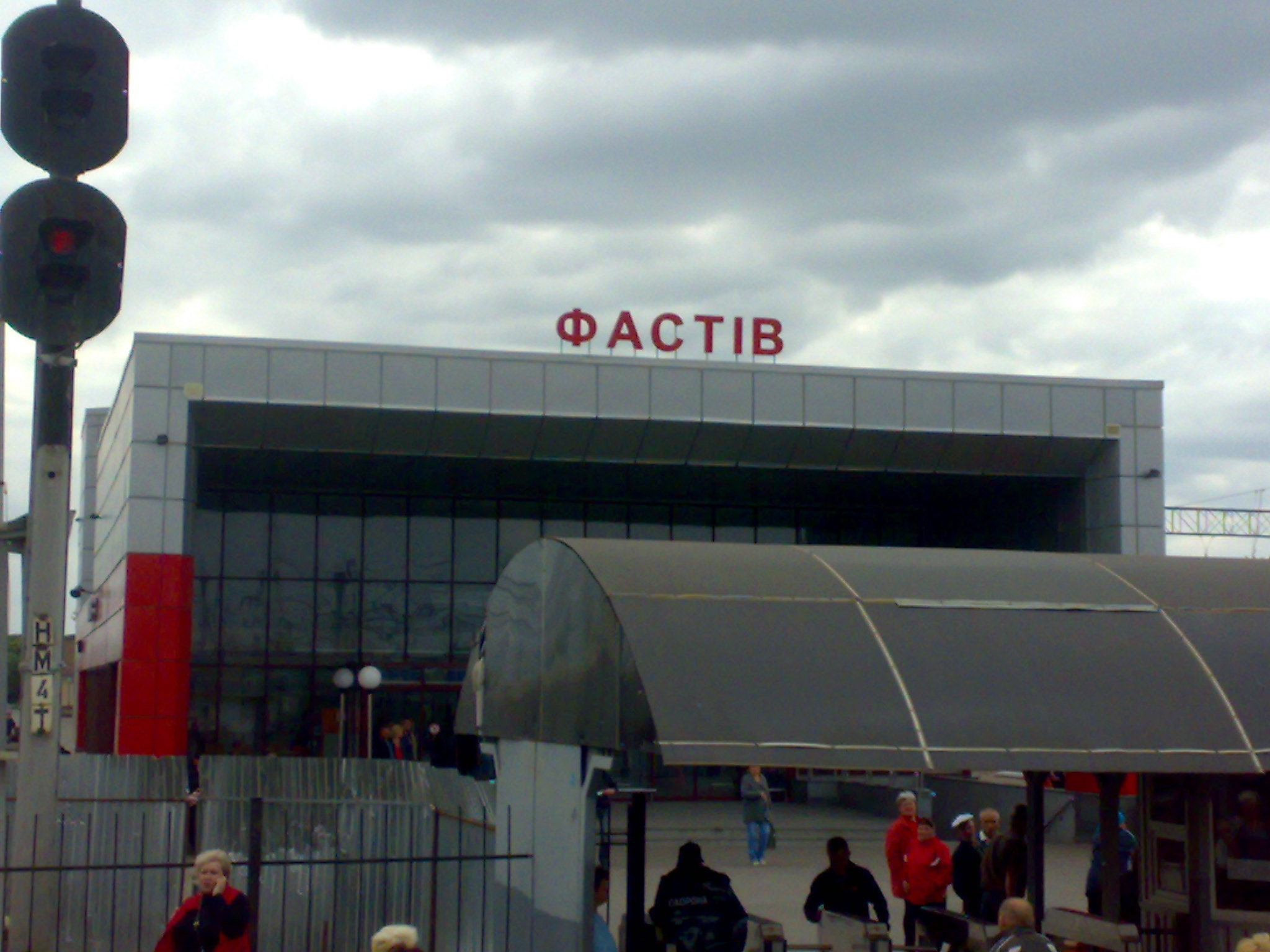
Будівля залізничного вокзалу